# U-152 (1940)
| U-152                                                                                  | U-152 | U-152 |
| -------------------------------------------------------------------------------------- | --- | --- |
| U 152                                                                                  | | |
|                                                                                        | | |
| Однотипний з U-152 підводний човен U-2                                                 | | |
| Верф                                                                                   | Deutsche Werke, Кіль | Deutsche Werke, Кіль |
| Під прапором                                                                           | Третій Рейх | Третій Рейх |
| Належність                                                                             | Крігсмаріне | Крігсмаріне |
| Порт приписки                                                                          | Мемель, Тронгейм, Готенгафен, Піллау, Вільгельмсгафен                                                                               | Мемель, Тронгейм, Готенгафен, Піллау, Вільгельмсгафен                                                                               |
| Замовлення                                                                             | 25 вересня 1939 | 25 вересня 1939 |
| Закладений                                                                             | 6 липня 1940 | 6 липня 1940 |
| Спуск на воду                                                                          | 14 грудня 1940 | 14 грудня 1940 |
| Введений до складу флоту                                                               | 29 січня 1941 | 29 січня 1941 |
| На службі                                                                              | 1940—1945 | 1940—1945 |
| Загибель                                                                               | 5 травня 1945 року затоплений екіпажем у порту міста Вільгельмсгафен                                                                | 5 травня 1945 року затоплений екіпажем у порту міста Вільгельмсгафен                                                                |
| Сучасний статус                                                                        | розібраний на брухт | розібраний на брухт |
| Бойовий досвід                                                                         | Друга світова війна | Друга світова війна |
| Проєкт                                                                                 | | |
| Тип ПЧ                                                                                 | торпедний прибережний підводний човен                                                                                               | торпедний прибережний підводний човен                                                                                               |
| Основні характеристики                                                                 | | |
| Швидкість (надводна)                                                                   | 12,7 вузла | 12,7 вузла |
| Швидкість (підводна)                                                                   | 7,4 вузла | 7,4 вузла |
| Робоча глибина занурення                                                               | 80 м | 80 м |
| Гранична глибина занурення                                                             | 150 м | 150 м |
| Автономність плавання                                                                  | 56 миль (104 км) на швидкості 4 вузли (в підводному положенні) 5650 миль (10 460 км) на швидкості 8 вузлів (у надводному положенні) | 56 миль (104 км) на швидкості 4 вузли (в підводному положенні) 5650 миль (10 460 км) на швидкості 8 вузлів (у надводному положенні) |
| Екіпаж                                                                                 | 25 осіб | 25 осіб |
| Розміри                                                                                | | |
| Довжина найбільша (по КВЛ)                                                             | 43,97 м | 43,97 м |
| Ширина корпусу найб.                                                                   | 4,916 м | 4,916 м |
| Висота                                                                                 | 8,1 м | 8,1 м |
| Середня осадка (по КВЛ)                                                                | 3,93 м | 3,93 м |
| Водотоннажність надводна                                                               | 314 т | 314 т |
| Силова установка                                                                       | | |
| дизель-електрична; 2 дизельних двигуни MWM RS 127 S, 2 електродвигуни SSW PG VV 322/36 | | |
| Гвинти                                                                                 | 2 | 2 |
| Потужність                                                                             | 2 × 510 к.с. (дизелі) 2 × 370 к.с. (електродвигуни)                                                                                 | 2 × 510 к.с. (дизелі) 2 × 370 к.с. (електродвигуни)                                                                                 |
| Озброєння                                                                              | | |
| Торпедно- мінне озброєння                                                              | 3 носових ТА. 5 торпед або 12 TMA чи 18 TMB                                                                                         | 3 носових ТА. 5 торпед або 12 TMA чи 18 TMB                                                                                         |
| ППО                                                                                    | 1 × 20-мм зенітна гармата FlaK 30/38/Flakvierling                                                                                   | 1 × 20-мм зенітна гармата FlaK 30/38/Flakvierling                                                                                   |

U-152 — німецький прибережний підводний човен типу IID, що входив до складу Військово-морських сил Третього Рейху за часів Другої світової війни. Закладений 6 липня 1940 року на верфі № 281 компанії Deutsche Werke у Кілі, спущений на воду 14 грудня 1940 року. 29 січня 1941 року корабель увійшов до складу 24-ї навчальної флотилії ПЧ ВМС нацистської Німеччини. 5 травня 1945 року затоплений екіпажем у порту міста Вільгельмсгафен.

## Історія служби
U-152 належав до німецьких малих, так званих прибережних підводних човнів, типу IID, однієї з модифікацій типу субмарин Третього Рейху. Службу розпочав у складі 24-ї навчальної флотилії ПЧ, 1 вересня 1941 року переведений до 21-ї флотилії ПЧ Крігсмаріне (школа підводників). 1 березня 1945 року включений до 31-ї навчальної флотилії ПЧ Крігсмаріне, в якій перебував до кінця війни.
5 травня 1945 року затоплений екіпажем у порту міста Вільгельмсгафен, рештки корабля підняті після війни та розібрані на брухт.

## Командири
- капітан-лейтенант Петер-Еріх Кремер (29 січня — 21 липня 1941)
- оберлейтенант-цур-зее Вернер Бендер (22 липня — 30 вересня 1941)
- оберлейтенант-цур-зее Ганс Гільдебрандт (1 жовтня 1941 — 31 липня 1942)
- лейтенант-цур-зее Ганс-Фердинанд Гайслер (1 серпня — 20 вересня 1942)
- оберлейтенант-цур-зее Віктор-Вільгельм Нонн (нім. Victor-Wilhelm Nonn) (21 вересня 1942 — 24 липня 1943)
- оберлейтенант-цур-зее Вільгельм Бергеманн (нім. Wilhelm Bergemann) (25 липня 1943 — 15 жовтня 1944)
- оберлейтенант-цур-зее Гернот Тіль (нім. Gernot Thiel) (16 жовтня 1944 — 5 травня 1945)